# Cortège nuptial
Le Cortège nuptial, op. 158, est  une œuvre de la compositrice Mel Bonis, datant de 1933.

## Composition
Mel Bonis compose son Cortège nuptial pour orgue ou harmonium. L'œuvre est publiée chez les éditions Carrara en 1933 puis est rééditée en 1971 et à nouveau chez Armiane en 2011.

## Analyse
Le Cortège nuptial porte un titre très en vogue à l'époque. L'œuvre peut prendre place dans la liturgie catholique romaine. L'écriture de la pièce présente notamment un élément typique de l'écriture orgastique depuis l'époque baroque : le carillon.
La structure de l'œuvre est tripartite : ABA'.
Le Cortège nuptial possède une esthétique proche de celle des œuvres de César Franck.

## Sources
- Étienne Jardin, Mel Bonis (1858-1937) : parcours d'une compositrice de la Belle Époque, 2020 (ISBN 978-2-330-13313-9 et 2-330-13313-8, OCLC 1153996478, lire en ligne)